# Вучківська сільська рада
| Вучківська сільська рада — колишній орган місцевого самоврядування у Міжгірському районі Закарпатської області з адміністративним центром у с. Вучкове. Сільській раді були підпорядковані населені пункти: - с. Вучкове - с. Підчумаль |

## Склад ради
Рада складалася з 16 депутатів та голови.

## Керівний склад сільської ради
| ПІБ               | Основні відомості                                                               | Дата обрання | Дата звільнення |
| ----------------- | ------------------------------------------------------------------------------- | ------------ | --------------- |
| Плиска Іван Ілліч | Сільський голова, 1957 року народження, освіта, безпартійний                    | 26.03.2006   | 31.10.2010      |
| Плиска Іван Ілліч | Сільський голова, 1957 року народження, освіта середня спеціальна, безпартійний | 31.10.2010   |                 |

Примітка: таблиця складена за даними джерела

## Населення
Згідно з переписом УРСР 1989 року чисельність наявного населення сільської ради становила 910 осіб, з яких 429 чоловіків та 481 жінка.
За переписом населення України 2001 року в сільській раді мешкали 852 особи.

### Мова
Розподіл населення за рідною мовою за даними перепису 2001 року:
| Мова       | Відсоток |
| ---------- | -------- |
| українська | 98,94 %  |
| російська  | 1,06 %   |